# 祁连山国家公园
祁连山国家公园试点区范围涵盖甘肃祁连山国家级自然保护区、甘肃盐池湾国家级自然保护区和青海祁连山省级自然保护区；甘肃天祝三峡国家森林公园、甘肃马蹄寺省级森林公园、甘肃冰沟河省级森林公园和青海仙米国家森林公园；青海祁连黑河源国家湿地公园。该国家公园旨在解决当地局部生态破坏问题十分突出，多个保护地、碎片化管理的问题。该国家公园所在的祁连山脉是中国境内主要山脉之一，位于青藏高原北缘、河西走廊南侧，又名南山，地跨甘肃和青海，西接阿尔金山山脉，东至兰州兴隆山，南与柴达木盆地和青海湖相连，山脉西北至东南走向，有山地草原和针叶树林交替分布。

## 历史

### 早期历史
祁连山国家公园因所在的祁连山而得名。“祁连山”之名源自古代匈奴，在古匈奴语中，“祁连”意即“天”，祁连山因此而得名“天山”；又因位于河西走廊以南，故称南山，历史上亦曾叫南山，还有雪山、白山等名称。
从原始居民在此狩猎采集以来，祁连山区的人类活动历史已至少有7350年:20。早在战国时期，甘肃先民就已在岩画上记载祁连山区的物产分布情况:24。《漢書》記載，祁連山“在張掖、酒泉二界上，有松柏五木，莢水萆，冬溫夏涼，宜畜牧。”有青鹿、马鹿、猞猁、雪鸡、野驴、雪豹等动物出没，有万宝山之誉。西漢時霍去病出臨洮，掃蕩匈奴後，匈奴發出悲歌：“亡我祁連山，使我六畜不蕃息；失我焉支山，使我嫁婦無顏色”:28。唐代诗人李白的“明月出天山，苍茫云海间；长风几万里，吹度玉门关。”中之“天山”即指祁连山:27。根据史书记载，直至唐朝，祁连山地区都有广泛的森林分布。到明清时期，祁连山区成为甘肃省最主要的森林分布地区:35。而在中华民国大陆时期，祁连山林区保护则取得一定进展。重庆国民政府于1942年设置了祁连山区的首个林业管理部门——“祁连山国有林区管理处”:73，并初步建立了一直规模极小的森林警察力量:79。不过该管理处在1945年即遭到裁撤，存在时间较短，其在森林保护上发挥的作用亦属甚微:77。
祁连山国家公园的前身祁连山自然保护区成立于1987年，由甘肃省林业厅批准设立，最初为省级自然保护区，该保护区位于祁连山北坡中、东段。1988年，中华人民共和国国务院批准成立祁连山国家级自然保护区。祁连山国家级自然保护区的范围横跨武威市、张掖市、酒泉市的8个县（区）:453。1990年，祁连山国家级自然保护区开始进行工程建设，1998年全部完工:454。祁连山保护区管理局还在基本建设完成后，分别对保护区进行了水源涵养林、天然林的专项保护工程建设以及森林防火、护林无线电通讯工程综合建设，一定程度上提高了保护区的现代化水平:437-441。

### 保护与威胁

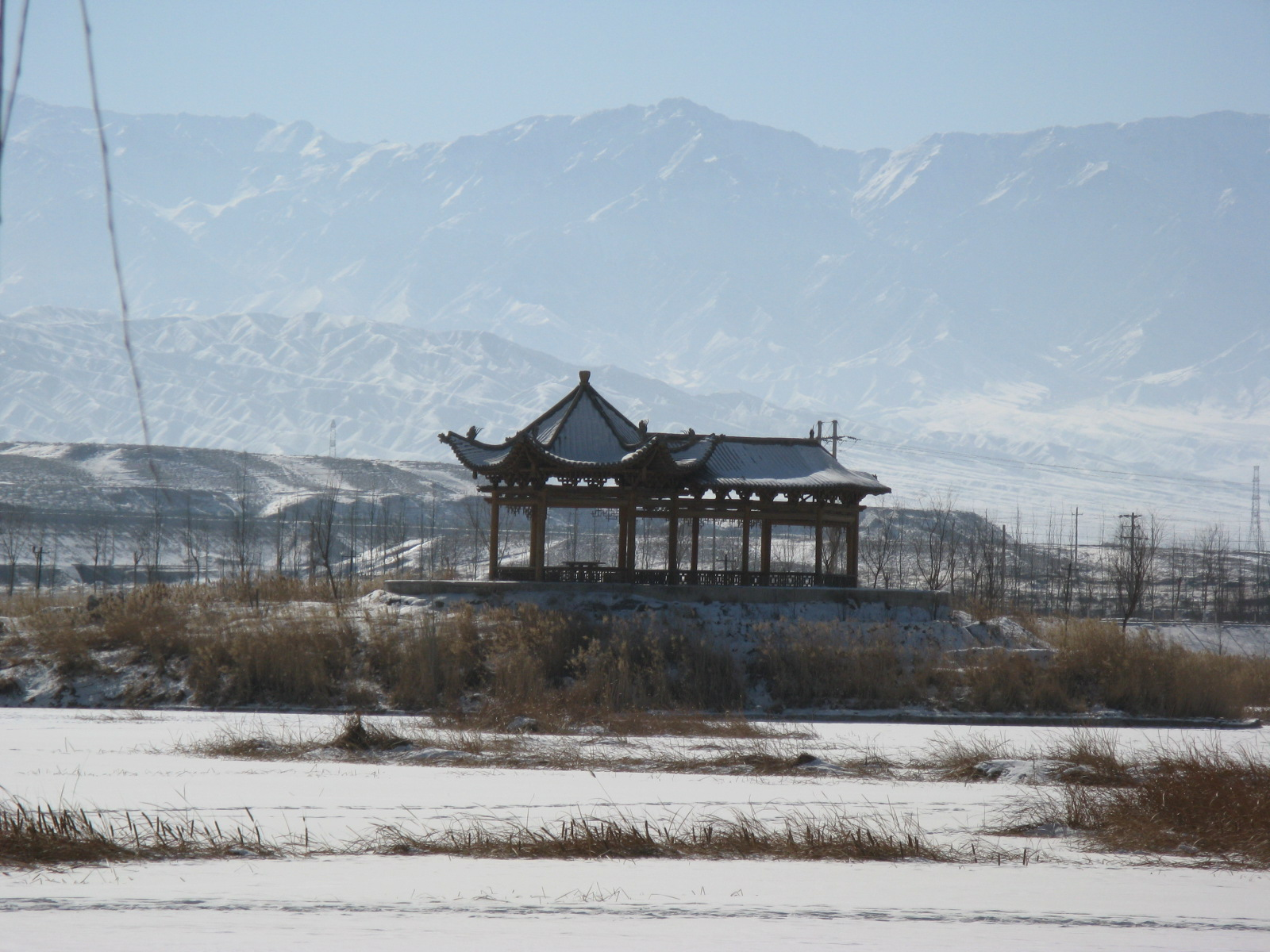
祁連山山麓的亭台，其后是高耸的积冰山岭。

由于祁连山高海拔的地质特征，导致自然保护区保护成本较高，来自中央和地方政府的投入显得捉襟见肘。其以地方管理为主的管理体制导致环境保护治理力度不足。祁连山保护区管理局指，当地濫伐、濫牧、開礦等现象猖獗，但由于与保护区管理局对应的保护区森林公安分局尚未建立，导致保护区内行政执法较为困难。有媒体观察称，祁連山的高山原始森林正在減少，蓄水量嚴重缺乏，致使林區上移和自然原因使得林子呈斑塊狀存在，西部的冰川亦日漸萎縮。因此，2015年，中华人民共和国环境保护部就当地非法采矿问题对张掖市政府进行约谈。但之后，甘肃省国土资源厅和林业厅仍违规向保护区内的采矿、旅游开发项目发放行政许可。
2017年，中央第七环境保护督察组在对甘肃省进行环保督察时，针对祁连山保护区的现状指出，“祁连山生态破坏问题依然严重”。2017年7月20日，中共中央办公厅、国务院办公厅发出通报，就甘肃祁连山国家级自然保护区生态环境问题进行了严厉批评。经中共中央批准，给予甘肃省分管祁连山生态保护的副省长杨子兴党内严重警告处分。中央纪委还将对杨子兴的两位前任李荣灿、罗笑虎进行约谈，并提出严肃批评，甘肃省委将在省委常委会会议上进行通报，并要求李、罗二人在省委常委会会议上作出深刻检查。此外还对15名责任人做出了处理。
2017年1月，甘肃省政协委员石培基在接受传媒访问时建议说，甘肃省应将祁连山国家级自然保护区及周边的自然保护区进行资源整合，申报成为国家公园。此后，以中国科学院西北研究院为主导的工作组开始对祁连山申报国家公园的方案进行评估论证。2017年6月26日，中共中央批复《祁连山国家公园体制试点方案》，批准设立祁连山国家公园。中共中央指出，祁连山国家公园要“依法实行更加严格的保护，抓紧清理关停违法违规项目，强化对开发利用活动的监管”。

## 地质

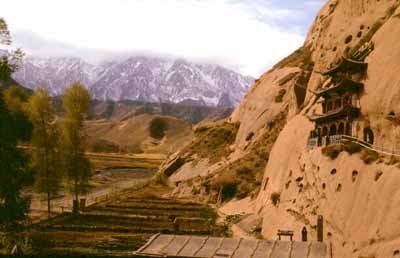
祁连山区裸露的黄土层，这亦是中国西北地区常见的地貌形态。

祁连山屬於昆仑秦岭地槽褶皱系的一个加里东地槽。北祁连山及河西走廊见中、下泥盆统不整合于下古生界（如武威杀木寺）及加里东晚期花岗岩（如九条岭南马良沟等）之上；拉脊山见中、下泥盆统不整合于中、上奥陶统之上；南祁连山乌兰大坂见上泥盆统不整合于下志留统之上，代表祁连山主要于加里东晚期褶皱成山，基本由地槽变为地台发展阶段，故晚古生代一中、新生代均为地台盖层沉积:143。
祁连山的北界为塔里木一阿拉善地台，以大断裂分界。南界与东昆仑和西秦岭褶皱系间也为大断裂所切，两者沉积地层不同，如中吾农山一青海南山石炭、二叠系为冒地槽沉积，局部夹火山岩，而欧龙布鲁克隆起带寒武一奥陶纪时为地台型砂页岩碳酸盐建造，厚700～2000余米，假整合于上元古界全吉群之上:144。祁连山保护区内有海拔高約3500多米的交通要道扁都口，自该山口向北可達甘肅省張掖市民樂縣，向南可達青海省海北藏族自治州祁連縣。

## 资源
祁连山国家公园自然环境复杂，具有丰富的生物种群，其森林生态系统具有一定代表性。据统计，祁连山国家公园内有高等植物1044种，分属于84科399属。陆栖脊椎动物229种，其中更包括盘羊、岩羊、马麝、马鹿、林麝、雪豹等珍稀物种。此外，该国家公园还有鸟类192种，昆虫988种，隶属12目133科。同时，在国家公园内的营盘嘴等处地方还发现了古脊椎动物化石。
祁连山国家公园被认为具有发展生态旅游产业的潜力。有研究者认为，该地丰富的自然资源和人文景观若加利用能够实现较大价值。